# 마이클 스펜스
앤드루 마이클 스펜스(영어: Andrew Michael Spence, 1943년 11월 7일~)는 미국의 경제학자이다. 그는 2001년 조지프 스티글리츠, 조지 애컬로프와 함께 "정보가 비대칭을 이룬 시장에 대한 분석공로를 인정"받아 노벨 경제학상을 수상하였다. 그는 하버드 대학교에서 이와 관련된 연구를 하였다.

## 경력
스펜스는 그의 인력 시장에서의 시그널링 모델로 많이 알려져있다. 이 모델에서는 고용인들은 학력을 취득함으로써 고용주에게 자신의 능력에 대하여 신호를 보낸다. 이 때 고용주들은 높은 학력을 가진 사람들 사이에 좋은 능력을 가진 사람의 비율이 높고, 좋지 않은 능력을 가진 사람에 비해 좋은 능력을 가진 사람들은 학력을 취득하는 것에 대한 비용이 더 적을 것이라 생각해 학력이 더 높은 고용인들에게 더 높은 봉급을 줄것이다.
스펜스는 중등, 고등 교육을 토론토에서 받였다. 1966년, 그는 프린스턴 대학교에서 철학을 전공으로 졸업한 후 옥스퍼드 대학교에서 로즈 장학금을 받았다. 스펜스는 옥스포드 대학에서 수학을 공부하였다. 스펜스는 스탠포드 경영대학원의 학장이었으며 현재는 성장 및 개발위원회의 의장으로 활동하고 있다.
2010년 9월 1일에 스펜스는 뉴욕 대학교 스턴 경영대학 교수로 재직하였다.
스펜스는 현재 스탠포드 대학교 후버연구소에서 선임연구원이다.
스펜스 교수는 빌 게이츠의 가장 영향력있는 스승으로 평가받는다.

## 저술
- 스펜스, 앤드류 마이클 (1973). “Job Market Signaling”. 《Quarterly Journal of Economics》 (영어) (The MIT Press) 87 (3): 355–374. doi:10.2307/1882010. JSTOR 1882010.
- 스펜스, 앤드류 마이클 (1974). 《Market Signaling: Informational Transfer in Hiring and Related Screening Processes》 (영어). 캠브릿지: Harvard University Press.
- 스펜스, 앤드류 마이클 (2011년 5월). 《The Next Convergence: The Future of Economic Growth in a Multispeed World》 (영어). 뉴욕: Farrar, Straus and Giroux.